# Epoch Times
Die Epoch Times ist eine mehrsprachige, internationale Zeitschrift mit Sitz in New York, die der Gruppierung Falun Gong und der Neuen Rechten in den Vereinigten Staaten zugerechnet wird. Von 2005 bis 2012 erschien sie als gedruckte Wochenzeitung auch in deutscher Sprache, zunächst unter dem Namen Die Neue Epoche, ab August 2007 unter dem Namen Epoch Times Deutschland. Der Umfang betrug 20 Seiten. Von 2012 bis 2021 ist sie als reine Elektronische Zeitung erschienen, seit 2021 ist sie wieder als gedruckte Zeitung im Abonnement erhältlich. Die deutschsprachige Ausgabe wird dem rechtspopulistischen bis rechtsextremistischen Diskurs zugeordnet. Die amerikanische Ausgabe übernahm Verschwörungstheorien von Donald Trump wie die vom Wahlbetrug 2020 sowie Falschinformationen zur COVID-19-Pandemie.

## Geschichte
Die Epoch Times Deutschland zählt zur internationalen Epoch-Times-Gruppe, die mit der Herausgabe der chinesischsprachigen Zeitung Da Ji Yuan im Jahre 1999 in New York als Reaktion auf die Unterdrückung von Falun Gong und die damit verbundene Medienzensur in China von Falun Gong nahestehenden Aktivisten gegründet wurde.
Da Ji Yuan (chinesisch Große Epoche) berichtet in chinesischer Sprache neben den allgemeinen Inhalten der Tagespresse auch über Themen, die den Chinesen aufgrund der staatlich kontrollierten Medien und der Informationsblockade in China oft vorenthalten werden. Dazu zählen Informationen über Menschenrechtsverletzungen in der Volksrepublik China oder Korruptionsfälle im chinesischen Beamtenapparat.
Da Ji Yuan entwickelte sich innerhalb von wenigen Jahren zu einer der größten chinesischsprachigen Wochenzeitungen außerhalb Chinas mit einer weltweiten Auflage von rund 1,5 Millionen Exemplaren. Derzeit erscheinen Print- oder Online-Zeitungen der Epoch-Times-Gruppe in 36 Ländern und in 24 Sprachen.
Die deutsche Ausgabe berichtet schwerpunktmäßig in den Rubriken Deutschland, Internationales (mit einem Schwerpunkt auf China), Wirtschaft, Menschen & Meinungen, Wissen, Kultur und Lifestyle. Seit 2021 ist die gedruckte Zeitung im Abonnement erhältlich.
Seit Ende Februar 2025 ist Erik Rusch als Journalist für die Epoch Times Deutschland Mitglied der Bundespressekonferenz.

## Rezeption
Im Jahr 2006 schrieb James Bettinger, Professor für Kommunikationswissenschaften an der Stanford University und Direktor der S. Knight Journalism Fellowships, die Zeitung nehme Partei für Falun Gong: „Selbst wenn die Epoch Times nicht direkt mit Falun Gong in Verbindung steht, sollte es jedoch auf die Bevölkerung unglaubwürdig wirken, wenn sie über Falun Gong ständig nur aus derselben Perspektive schreibt oder keine Artikel veröffentlicht, die sich tiefer gehend mit Falun Gong befassen.“
Der Dissident Jiao Guobiao, der wegen seiner Kritik an der Propagandaabteilung der Kommunistischen Partei Chinas (KPC) aus dem Universitätsdienst entlassen wurde, schrieb 2006 in einem Essay, die Berichterstattung der Epoch Times sei ein Gegenpol zur Propaganda der KPC.
Die deutsche Epoch Times hat ausführlich über die Flüchtlingskrise in Europa seit 2015 berichtet und mehr negative Nachrichten über Migranten gebracht als andere nationale Medien. 
Im Dezember 2015 berichtete Brigitte Baetz im Deutschlandfunk diesbezüglich kritisch über die Epoch Times Deutschland.
Der Branchendienst Meedia bezeichnete sie im März 2016 als Teil eines politisch „rechten Paralleluniversums“. Laut der österreichischen Tageszeitung Der Standard fiel die Epoch Times seit Herbst 2015 mit einer verstärkt negativen Berichterstattung über Flüchtlinge und Muslime auf und entwickelte sich „zu einer der meistgeteilten Quellen auf der Pegida-Facebook-Seite“.
Im Juni 2017 argumentiert Redakteur Stefan Lauer in einer Recherche für Belltower.News, die schwächelnde Epoch Times Deutschland habe sich im Zuge der Flüchtlingskrise in Deutschland ab 2015 wirtschaftlich stabilisiert, in dem sie „unter der Fahne der Meinungs- und Pressefreiheit […] besorgte Bürger, Rassisten und Verschwörungsideologen“ als neuen Markt erschlossen haben. Die Basis dafür seien „oberflächlich betrachtet neutralere Texte, die aber ausschließlich über negative Aspekte von Zuwanderung und Flucht berichten“. Diese würden durch „einzelne Artikel [ergänzt] die Munition über ‚Umvolkung‘, Pegida und die angeblich drohende Islamisierung liefern“. Hinzu kämen „Halbwahrheiten oder schlicht Fake News“.
In einer statistischen Analyse von politischen Äußerungen im digitalen Raum kam Die Zeit im September 2017 zu dem Ergebnis, dass die Epoch Times noch vor der Jungen Freiheit und PI-News derzeit das „Leitmedium der Rechtspopulisten“ sei. Sie bediene den gemäßigten AfD-Wähler, zum Thema Flüchtlinge und Dieselskandal würden die Artikel der Epoch Times das stärkste Leserecho hervorrufen. Der Journalist Benedikt Herber schrieb dazu, Epoch Times schaffe es durch die Themenauswahl, ein rechtes Publikum anzusprechen, ohne sich selbst klar zu positionieren.
Am 14. Februar 2025 thematisierte die Satire-Show ZDF Magazin Royale die Epoch Times und Falun Gong in einer Ausgabe mit dem Titel „Tanz der Sekte“.

### Rechtsextremismus und Verbreitung von Verschwörungstheorien
McCullough kennzeichnete die Epoch Times Anfang 2021 als „rechtsextreme Zeitung […], die Artikel über Verschwörungstheorien veröffentlicht und sich häufig mit Sorgen über die chinesische Regierung befasst“. Nina Rehfeld charakterisierte im März 2021 in der Frankfurter Allgemeine Zeitung die Epoch Times als eine nur auf den ersten Blick traditionelle und seriöse Zeitung. Das Blatt verschleierte bewusst seine Finanzen und Struktur, wie das Magazin The Atlantic berichtete. Nachdem öffentlich wurde, dass die Epoch Times allein 2019 11 Millionen US-Dollar an Werbung für Donald Trump auf Facebook geschaltet hatte, ging sie dazu über, dies via „Sockenpuppen-Seiten“ wie Honest Paper und Patriots of America zu tun. In diesem Zusammenhang sperrte Facebook mehrere hundert Konten von TheBL.com, das 2016 vom CEO der vietnamesischen Epoch Times gegründet worden war. Dieses Netzwerk enthielt mehr als 600 Fake-Konten mit künstlich erzeugten Fotos von Trump-Anhängern. Unter Trumps Präsidentschaft stiegen die Gewinne der Zeitung erheblich, nicht zuletzt da Trumps sinophobe Rhetorik vom China-Virus zu Beginn der COVID-19-Pandemie der Pekingkritischen Linie der Epoch Times entsprach. Sie wurde zu einem Sprachrohr der ultrakonservativen Kräfte in den Vereinigten Staaten. So wurde Trumps Legende von einem Wahlbetrug 2020 unterstützt und der Sturm auf das Kapitol in Washington 2021 als „getürkte Operation“ bezeichnet. Nach Untersuchungen der Harvard University initiierte die Epoch Times Desinformationskampagnen zu COVID-19 und QAnon-Verschwörungstheorien unter anderslautenden Frontorganisationen in Südamerika und Spanien. In Hasskrieger: Der neue globale Rechtsextremismus beschreibt Karolin Schwarz die Epoch Times als das Medium im rechten Spektrum mit der größten internationalen Reichweite. Die deutschsprachige Epoch Times spricht vor allem auf ihrem Youtube-Kanal das rechte Milieu an und präsentierte dort im August 2019 ein Exklusiv-Interview mit Hans-Georg Maaßen. Schwarz macht außerdem auf das meistgesehene Video auf dieser Plattform Ende 2019 aufmerksam, bei dem ein antimuslimischer Redebeitrag vom AfD-Politiker Gottfried Curio gezeigt wurde.

### Anschuldigung der Einflussnahme auf US-Wahlen
Im August 2019 berichtete NBC News, dass die Epoch Media Group, gemessen in Ausgaben für Anzeigenschaltungen auf Facebook, der zweitgrößte Fürsprecher für die Wiederwahl von US-Präsident Donald Trump sei, übertroffen nur von dessen eigener Wahlkampagne. In diesem Zusammenhang gibt es Hinweise, dass Epoch Times Klickfarmen verwendet habe, um viele Likes und somit eine größere Massenwirkung zu erzielen. Das Medienkonglomerat betreibe zudem einen YouTube-Kanal, über den Verschwörungstheorien wie QAnon verbreitet werden. Der Ertrag des angegliederten Fernsehsenders New Tang Dynasty habe sich im Jahr von Trumps Amtsantritt um 150 % erhöht. Seit Bekanntwerden dieser Vorwürfe soll die Unternehmensgruppe Maßnahmen ergriffen haben, um die dem Wahlkampfengagement zu Grunde liegenden Strukturen und Geldflüsse zu verschleiern. Daraufhin wurde Epoch Times von Facebook wegen Anzeigenregelverletzungen von zukünftigen Werbeanzeigen ausgeschlossen.
Der Autor und Kolumnist der New York Times Kevin Roose ordnet die Epoch Times dem rechtspopulistischen bis rechtsextremistischen (Alt-Right) Meinungsspektrum um Donald Trump zu. Er sieht die Zeitung seit 2016/17 als einen der führenden Verbreiter alternativer Fakten und von Desinformationskampagnen im Bereich der digitalen Nachrichtenmedien, wo sie eine mit Breitbart News vergleichbare Breitenwirkung erzielt. Die Wende sei mit der Facebook-Kampagne für Trump während der Präsidentschaftswahl 2016 gekommen. Die Bedeutung zeige sich zum Beispiel darin, dass Trump und seine Familie auf den Social Media Artikel aus der Epoch Times geteilt haben. Die Zeitung verbreitete Verschwörungstheorien der rechtsextremistischen QAnon-Gruppe, die unter anderem Black Lives Matter und angeblichen Wahlbetrug durch die Demokraten bei der Präsidentschaftswahl 2020 zum Inhalt hatten. Ferner bot die Epoch Times auf ihrem YouTube-Kanal Impfgegnern und COVID-Leugnern wie Judy Mikovits eine prominente Plattform. Laut Roose war die Epoch Times an der Gründung der rechtsextremistischen Website America Daily beteiligt, die Falschinformationen zur COVID-19-Pandemie verbreitet und antisemitische Verschwörungstheorien einer jüdischen Weltherrschaft bedient. Christina Holtz-Bacha verortet die Zeitung im rechtspopulistischen Spektrum.
Die Zeitung verfügt über eine ausgesprochen gute Finanzausstattung. So berichtet Steve Bannon von einem Filmprojekt mit New Tang Dynasty über die Volksrepublik China, bei dem es nie an Geld gemangelt habe. Laut Roose sind die Finanzquellen ein Geheimnis. Zwar wiesen die Steuerrückzahlungen der Epoch Times für das Jahr 2018 einige Spendeneinnahmen aus. Doch mit ihnen lässt sich die Liquidität nicht erklären, die zur Finanzierung der Kampagnen notwendig war.

### Vorwürfe der Geldwäsche
Anfang Juni 2024 wurde Bill Guan, der Leiter der Finanzabteilung (chief financial officer) der Epoch Times, in den Vereinigten Staaten verhaftet. Die Anklageschrift des United States Attorney des Bundesbezirksgerichts New York Süd warf ihm vor, seit etwa dem Jahr 2020 ein massives Geldwäscheprogramm betrieben zu haben. Gewinne aus kriminellen Unternehmungen seien mittels Kryptowährungen günstig erworben worden und über Zehntausende verdeckter Transaktionen auf Bankkonten der Epoch Times umgeleitet worden. Dabei seien Dutzende Millionen US$ Profit erzielt worden. Die interne Buchführung von Epoch Times zeigte in dieser Zeit einen sprunghaften Anstieg der Anzeigeneinnahmen von 15 Millionen US$ im Jahr 2019 auf etwa 62 Millionen US$ im Folgejahr. Auch Guan selbst und sein persönliches Umfeld hätten von den Transaktionen profitiert.